# ديكسي غيلمر
ديكسي غيلمر هو محامي وسياسي أمريكي، ولد في 7 يونيو 1901 في كارولاينا الشمالية في الولايات المتحدة، وتوفي في 9 يونيو 1954 في أوكلاهوما سيتي في الولايات المتحدة. نشط حزبياً في الحزب الديمقراطي.

## مناصب
- انتخب مدعٍ عام لمقاطعة [الإنجليزية]‏ (1936 – 1946).
- انتخب مدعٍ عام لمقاطعة [الإنجليزية]‏ (1931 – 1933).
- انتخب عضو مجلس نواب أوكلاهوما ‏.
- انتخب عضو مجلس النواب الأمريكي [الإنجليزية]‏.